# Conrad Ier de Brandebourg
Conrad Ier (1240-1304), troisième fils de Jean Ier de Brandebourg et de Sophie de Danemark (1217–1247). Il est corégent de la marche de Brandebourg aux côtés de ses frères Jean II, Othon IV et Henri Ier de 1281 à sa mort.

## Biographie

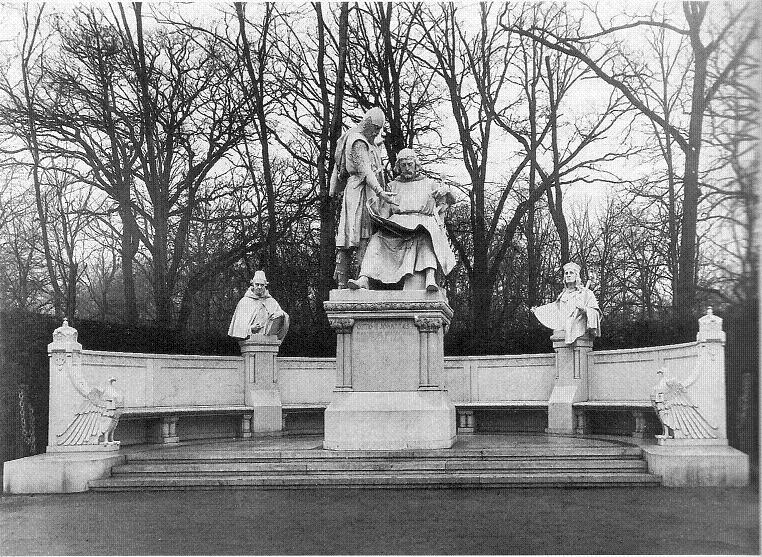
L'Allée des victoires à Berlin s'orne de la double statue en pied des margraves-frères Jean Ier et Othon III. Les personnages secondaires sont le prieur Siméon de Cölln (à gauche), et Marsile de Berlin (à droite). Sculpture de Max Baumbach (1900).

Conrad est le troisième fils du margrave Jean Ier de Brandebourg et de sa première épouse Sophie (1217-1247), fille du roi danois Valdemar II. Son père ainsi que son oncle le margrave Othon III renforçaient la colonisation germanique dans leurs domaines jusqu'aux limites orientales des régions de Teltow, de Barnim et de l'Uckermark. Vers 1249, ils acquièrent également le pays de Lebus, l'origine de la Nouvelle-Marche au-delà du fleuve Oder. 
Visant à assurer les gains territoriaux dans l'est, on a marié Conrad à Constance († 1281), fille du défunt duc Przemysl Ier de Grande-Pologne, en 1260. En dot à leur mari, elle apporte les châtellenies de Santok et de Drezdenko au sud de la rivière Noteć. Ainsi, les margraves du Brandebourg s'assurent ces forts stratégiquement importants à l'est de Landsberg sur la frontière du duché de Grande-Pologne.
Afin de préserver l'unité de la marche de Brandebourg, Jean Ier et Otton III établissent une réglementation de leur succession : la branche de Jean règne alors sur les domaines de l'Altmark à Stendal, les pays de la Havel et l'Uckermark. Âgé de 26 ans lorsque son père décède en 1266, Conrad devient corégent avec ses frères aînés Jean II et Othon IV ; il est chargé du gouvernement de la Nouvelle Marche sur la rive est de l'Oder. Il apparaît rarement sur la scène politique, mais il est impliqué dans un conflit opposant son voisin à l'est, le duc Mestwin II de Poméranie, à son oncle Sambor II de Tczew et à son frère cadet Warcisław. En prenant parti pour Mestwin, l'armée de Conrad lance une offensive sur la Poméranie orientale (Pomérélie) et prend les villes de Gdańsk (Dantzig) et de Darłowo en 1271. L'année suivante, toutefois, ses forces sont expulsées par le duc polonais Boleslas le Pieux. 
Au cours du conflit, les forts de Santok et de Drezdenko sont à nouveau dans les mains de son beau-frère le duc polonais Przemysl II, à ce temps duc de Grande-Pologne à Poznań. En contrepartie, Conrad confère le droit de Magdebourg aux places fortes de Friedeberg et de Dramburg au nord de la Noteć, les actuelles villes de Strzelce Krajeńskie et de Drawsko. À la mort du duc Mestwin II sans enfants en 1294, Przemysl II prend possession de toute la Pomérélie et le conflit avec les margraves resurgit. En 1296, Conrad aide ses frères lorsqu'ils font assassiner Przemysl, un obstacle à leur expansion territoriale vers l’est.

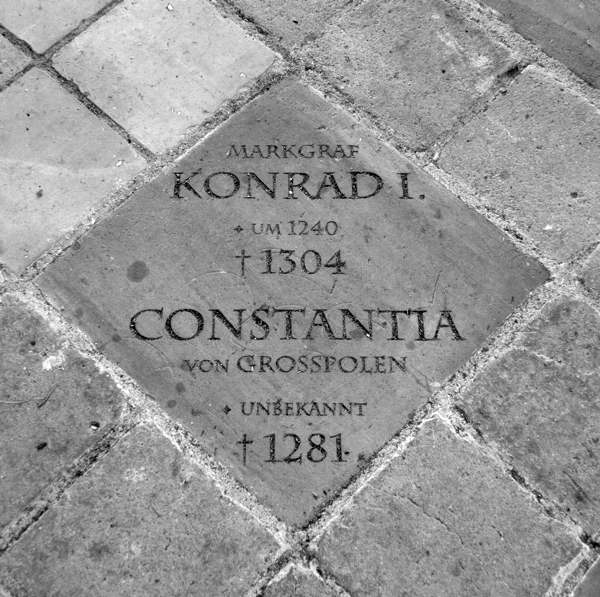
Tombe de Conrad et Constance à Chorin.

Il meurt en 1304 et est inhumé à côté de son épouse dans l'abbaye de Chorin.

## Mariage et descendance
En 1260, Conrad Ier épouse Constance de Grande-Pologne (en) (1246-1281) -fille de Przemysl Ier, duc de Grande-Pologne- dont il a 4 enfants :
- Jean IV de Brandebourg (1261-1305) ;
- Othon VII de Brandebourg (1262-1297/1298) ;
- Valdemar de Brandebourg († 1319) ;
- Agnès (1275-1329), épouse en 1300 Albert Ier d'Anhalt-Zerbst (1260-1316).

## Source
- Anthony Stokvis, Manuel d'histoire, de généalogie et de chronologie de tous les États du globe, depuis les temps les plus reculés jusqu'à nos jours, préf. H. F. Wijnman, éditions Brill Leyde 1890-1893, réédition 1966, volume III, chapitre VIII « Généalogie des Margraves de Brandebourg. Maison d'Ascanie » . Tableau généalogique n° 7.